# Ferdinando Bertoni
Ferdinando Gasparo Bertoni (ur. 15 sierpnia 1725 w Salò prowincja Brescia, zm. 1 grudnia 1813 w Desenzano nad jeziorem Garda) – włoski kompozytor, organista i kapelmistrz.

## Życiorys
Muzyki uczył się w latach 1744-1745 u Giovanni Battiście Martiniego w Bolonii, gdzie w 1773 został przyjęty do Accademia Filarmonica di Bologna. W 1745 przeniósł się do Wenecji i tam od 1752 był pierwszym organistą, a w latach 1785–1808 pierwszym dyrygentem w bazylice św. Marka. Równocześnie od 1757 pełnił funkcję chórmistrza (maestro di coro) w Conservatorio dei Mendicanti. W latach 1778–1780 i 1781–1783 wystawiał swoje opery w Theatre Royal Haymarket w Londynie. Bertoni zaliczany jest do ważniejszych północnowłoskich kompozytorów przedklasycystycznych.

## Kompozycje
- Six sonatas for the Harpsichord or Piano-Forte... op. 1, (Londyn, ok. 1779)
- Six Qartettos for Two Violins, a Tenor, and Violone (Londyn, ok. 1783)
- 49 oper, m.in. Orfeo ed Euridice, libretto: Ranieri de’ Calzabigi (wyst. w Padwie, 1776)
- 21 oratoriów
- 13 kantat
- liczne msze, m.in. Messa da Requiem (1792) i Miserere concertato (1802)